# Quercus augustini
Quercus augustini — вид рослин з родини Букові (Fagaceae); поширений у Китаї, М'янмі, Таїланді, В'єтнамі.

## Опис
Вічнозелений кущовий вид 1.5–3 м заввишки чи дерево до 10 м. Кора темно-сіра. Листки 7–12 см завдовжки, 1–4 см завширшки, від овально-ланцетних до еліптично-ланцетних; верхівка загострена; основа клиноподібна і скісна; край переважно цілий, або більш-менш злегка зубчастий біля вершини; зверху голі, блискучі; знизу борошнисті чи майже голі, сірувато-зелені; ніжка листка гола, довжиною 0.5–2 см. Маточкові суцвіття поодинокі, довжиною 3–4 см, у пазухах молодих пагонів з 5–10 квітками. Період цвітіння: квітень — травень. Жолудь довгасто-яйцюватий, довжиною 1–1.7 см, ушир 0.8–1.2 см, голий, верхівково округлий і іноді вдавлений; закритий на 1/2 довжини у чашечку, яка 0.6–1 см у довжину й 1–1.3 см у ширину, з 5–7 концентричними кільцями; дозріває 2 роки.

## Середовище проживання
Поширення: південно-східний Китай, М'янма, Таїланд, В'єтнам. Висота зростання: 1200–2700 м.